# Bernard świdnicki

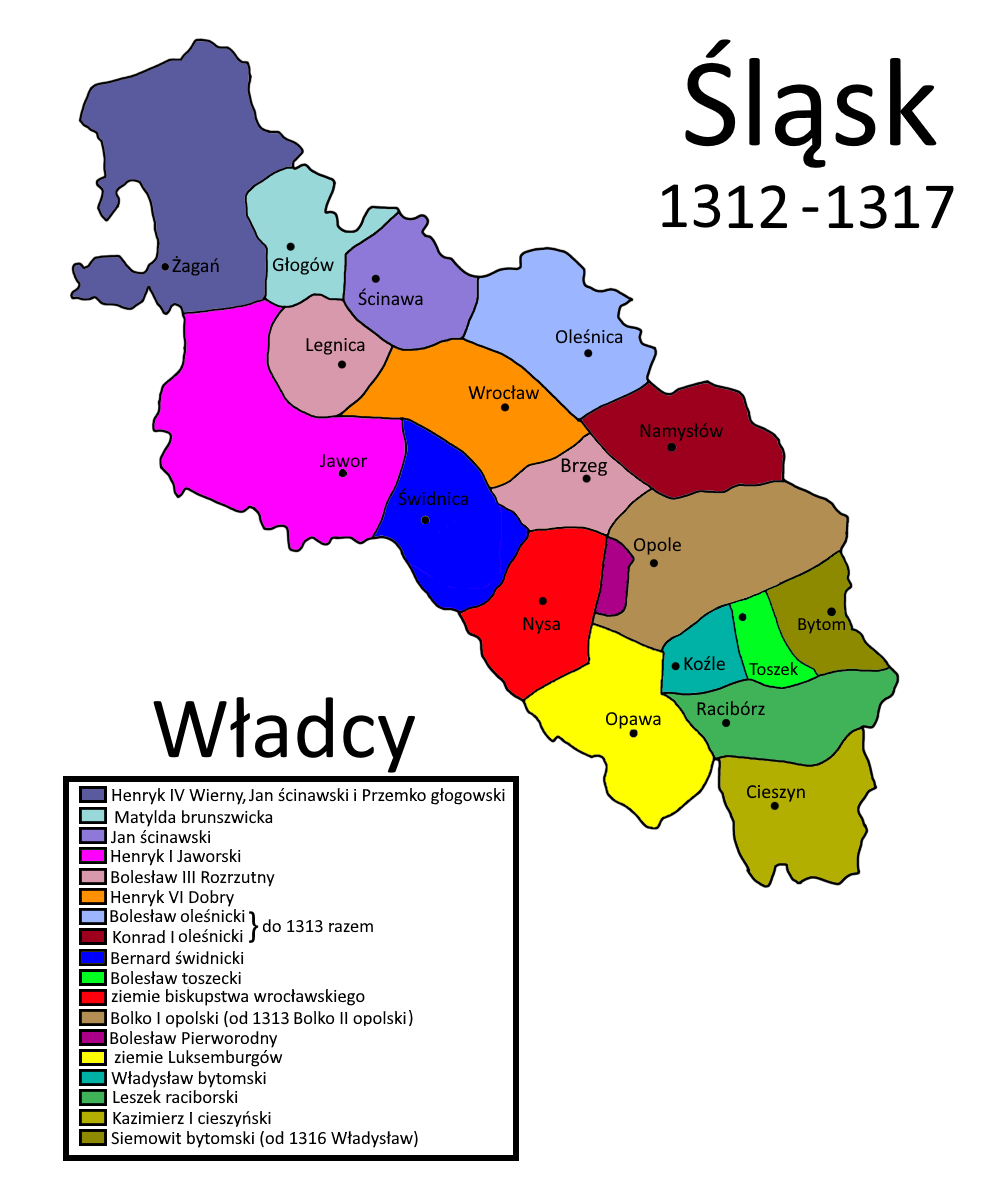
Dzielnica Bernarda (na granatowo) po wydzieleniu w 1312 r. jej części Henrykowi (na różowo)

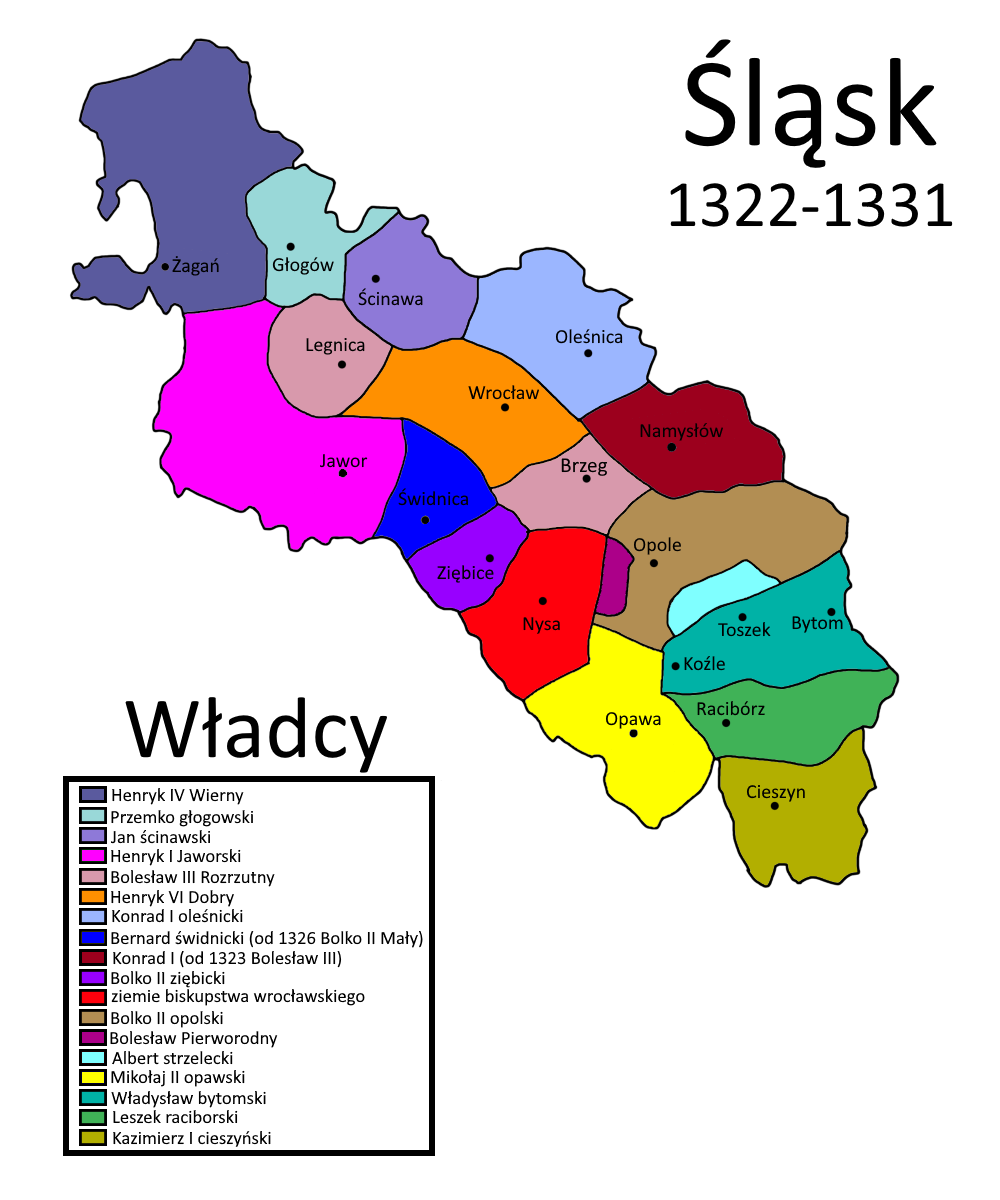
Dzielnica Bernarda w chwili jego śmierci

Bernard zwany Bernardem Statecznym (ur. pomiędzy 1288 a 1291, zm. 6 maja 1326) – od 1305 książę jaworski, świdnicki i ziębicki, od 1312 w wyniku podziału w Świdnicy i Ziębicach, od 1322 tylko książę w Świdnicy.
Bernard był drugim pod względem starszeństwa synem księcia jaworskiego Bolka I i Beatrycze Brandenburskiej. W chwili śmierci ojca w 1301 Bernard był jeszcze za młody, by samodzielnie objąć władzę (starszy brat noszący imię ojca zmarł w 1300), wobec czego regencję w księstwie jaworsko-świdnickim objęła matka, wraz ze swoim bratem margrabią Brandenburgii Hermanem. Regencja skończyła się wraz z uznaniem Bernarda za pełnoletniego, co nastąpiło w 1305.
W latach 1305–1312 współrządził z młodszymi braćmi Henrykiem i Bolkiem nad całością ojcowizny.
W polityce zagranicznej Bernard stał na straży niezależności swojego władztwa wobec potężnych sąsiadów. Wielce pomocne były tutaj mariaże i tak przed 1311 wydał swoją siostrę Beatrycze za Ludwika Wittelsbacha, sam zaś ożenił się z córką Władysława Łokietka Kunegundą. Z małżeństwa z Kunegundą (zmarłą 9 kwietnia 1333) doczekał się dwóch synów: Bolka i Henryka II oraz trzech córek: Konstancji, Elżbiety i Beaty.
W 1311 Bernard wziął udział w rokowaniach w Ołomuńcu, jako rozjemca pomiędzy księciem legnickim Bolesławem Rozrzutnym, a królem czeskim Janem Luksemburczykiem w sprawie księstwa opawskiego. Spór został zakończony kompromisem – księstwo zajął Jan, ale musiał zapłacić Bolesławowi 8000 grzywien odszkodowania. Kontakty z księciem legnickim umożliwiły wykup od niego Niemczy.
Do pierwszego podziału dzielnicy doszło w 1312, kiedy Bernard wydzielił Henrykowi dzielnicę jaworską. Współrządy z Bolkiem trwały aż do 1322. Wtedy to Bernard zatrzymał sobie dzielnicę świdnicką oddając Ziębice z okręgiem bratu.
W początku lat dwudziestych XIV w. Bernard zaangażował się w sojusz z Władysławem Łokietkiem uczestnicząc w wojnie z głogowską linią Piastów. Niespodziewanie z walk wycofał się w 1322, kiedy to wyjechał do Prus, gdzie uczestniczył w wyprawie zorganizowanej przez Krzyżaków przeciwko Litwie. Nie zaprzepaściło to dobrych stosunków z Polską, umożliwiając Bernardowi pośrednictwo w układzie zawartym w Krakowie pomiędzy książętami głogowskimi a Władysławem Łokietkiem.
Wkrótce po tych wydarzeniach Bernard doprowadził do małżeństwa swoich córek – Konstancji z księciem głogowskim Przemkiem, zaś Elżbiety z księciem opolskim Bolkiem II.
Bernard zmarł 6 maja 1326 i został pochowany w klasztorze w Krzeszowie. Rządy Bernarda przyczyniły się do wzrostu potęgi malutkiego księstwa, co umożliwiło jego synowi prowadzenie w pełni niezależnej polityki. Nie bez znaczenia była tu budowa przez Bernarda potężnego zamku w Świdnicy, w którym Bolko II potrafił przez wiele miesięcy skutecznie bronić się przed potężną armią króla czeskiego podczas wojny Kazimierza Wielkiego o Śląsk w latach 1345–1348.